# Семјон Тимошенко
Семјон Константинович Тимошенко (рус. Семён Константинович Тимошенко; Фруманка, 18. фебруар 1895 — Москва, 31. март 1970) је био совјетски војни командант, и високи официр Црвене армије почетком инвазије нацистичке Немачке на Совјетски Савез, 1941.
Тимошенко је рођен у сељачкој породици код Фруманке, у близини Одесе у јужној Украјини. 1915. је регрутован у војску Руске Империје, и служио је у коњици на западном фронту. Када је избила Руска револуција 1917, сврстао се са револуционарима, ступивши у Црвену армију 1918, а у Бољшевичку партију 1919.
Током Руског грађанског рата, Тимошенко се борио на разним фронтовима. Упознао се и спријатељио са Стаљином, и ово је довело до његовог брзог успона након што је Стаљин стекао контролу над Комунистичком партијом крајем 1920-их. Током 1920. и 1921, Тимошенко је служио под Семјоном Буђонијем у 1. коњичкој армији; он, Буђони и Климент Ворошилов су постали језгро „Клике из Коњичке армије“, која ће под Стаљиновим патронатом доминирати Црвеном армијом дуго година.
До краја Грађанског, и Пољско-совјетског рата, Тимошенко је постао командант коњице Црвене армије. Затим је, под Стаљином, постао командант Црвене армије у Белорусији (1933); у Кијеву (1935); у северном Кавказу а затим Харкову (1937); и поново у Кијеву (1938). 1939, му је дата команда над целим регионом западне границе, предводио је Украјински фронт током совјетске окупације источне Пољске. Такође је постао члан централног комитета Комунистичке партије. Као веран пријатељ, Тимошенко је преживео Стаљинову Велику чистку.
Јануара 1940, Тимошенко је преузео команду над совјетским армијама које су се бориле у Финској током Зимског рата. Рат је почео новембра претходне године, команду је очајно водио Климент Ворошилов. Под Тимошенковим вођством, Совјети су успели да се пробију кроз финску Манерхајм линију на Карелијском земљоузу што је Финску приморало да прихвати мир у марту. Тимошенкова репутација је порасла, и постао је народни комесар за одбрану, и Маршал Совјетског Савеза у мају.
Тимошенко је био способан, иако традиционалистички војни командант, који је упркос томе видео хитну потребу за модернизацијом Црвене армије. Надвладавши опозицију других, још конзервативнијих официра, започео је механизацију Црвене армије, и производњу више тенкова. Такође је поново увео традиционалну оштру дисциплину царске руске војске.
Када су Немци извршили инвазију на Совјетски Савез, јуна 1941, Стаљин је преузео позицију комесара за одбрану, и послао је Тимошенка на Централни фронт, да спроведе борбено повлачење од границе ка Смоленску. Претрпљени су огромни губици, али је Тимошенко успео да сачува доста војника за одбрану Москве. У септембру је пребачен у Украјину, где је Црвена армија претрпела губитке који су износили 1,5 милион, у обручу код Умана и Кијева. Овде је Тимошенко успео да стабилизује фронт.
У мају 1942, Тимошенко је, са 640.000 војника, организовао противофанзиву код Харкова. Након почетних совјетских успеха, Немци су узвратили ударац, зауставивши офанзиву. Иако су Тимошенкове акције успориле немачко напредовање ка Стаљинграду, морао је да прихвати одговорност за неуспех у одбацивању немачких снага.
Успех генерала Георгија Жукова у одбрани Москве децембра 1941. је убедио Стаљина да је Жуков бољи командант од Тимошенка. Стаљин је уклонио Тимошенка са команде на фронту, дајући му улоге општег команданта стаљинградског (јун 1942), затим северозападног (октобар 1942)фронта
Након рата, Тимошенко је поново постављен за команданта Бјелоруског (март 1946), затим  јужноуралског (јун 1946); и поново Белоруског војног округа (март 1949). 1960, је постављен за генералног инспектора министарства одбране, што је била више почасна дужност. Од 1961. је председавао Државним комитетом за ратне ветеране. Умро је у Москви 1970.
Тимошенко је двапут добио орден Хероја Совјетског Савеза, марта 1940. и 1965. године. За заслуге током Другог светског рата одликован је, 4. јуна 1945. године Орденом Победе.